# Thì là
Thì là hay thìa là là một loài cây lấy lá làm gia vị và lấy hạt làm thuốc được sử dụng rất phổ biến ở châu Á và vùng Địa Trung Hải.

## Cây thuốc
Thì là chứa nhiều Vitamin C và chất xơ. Gần đây người ta còn cho rằng thì là có chứa một hoạt chất oxy hóa cực mạnh có thể giúp ngăn ngừa bệnh ung thư. Tuy nhiên nghiên cứu trên mới chỉ giới hạn trên động vật, chưa được thử nghiệm trên con người.
Theo Đông y, thì là có tính nóng, giúp quân bình và điều hoà khí âm dương, điều hoà thể trọng, giảm đau, giúp tiêu hóa và giúp sản phụ có nhiều sữa. 
Ở Việt Nam nhất là ở các vùng phía Bắc, thì là được xem là gia vị không thể thiếu khi nấu các món canh cá nhất là các loài cá da trơn và có mùi tanh đậm.
Tinh dầu thì là được chưng cất chủ yếu từ hạt, được bán rộng rãi và được ưa chuộng dùng để xông hương, tạo ẩm, đặc biệt là pha vào nước để tắm, gội vì được cho rằng sẽ làm da và tóc mượt mà hơn...

## Sự tích cây thì là
Ở Việt Nam có lưu truyền một câu chuyện cổ tích có nội dung liên quan đến tên gọi của loài cây này. Câu chuyện có nội dung như sau: "Ngày xửa ngày xưa, đã lâu lắm rồi, khi ấy tất cả muôn loài chim thú, cây cỏ đều chưa còn có tên gọi. Một hôm nọ, ông Trời cho tập hợp tất cả các loài cây cỏ lại để ban cho mỗi loài một cái tên. Thôi thì phải biết, các loại cây đều giành nhau đến trước để được đặt tên theo ý mình mong muốn. Cây dịu dàng toả hương, thích được gọi tên mình là lan. Cây õng ẹo múa nhịp nhàng, xin được đặt tên là tóc tiên. Cây hiên ngang đi đứng, được gọi là thông. Các loại rau, cỏ cũng vậy chen chúc nhau nài nỉ để ông trời đặt cho mình những cái tên thật đẹp như quế, dấp cá, tía tô, húng... Cho đến cuối ngày, khi các cây cỏ đều đã được đặt tên, hoan hỉ về hết, ông Trời cũng đã mệt thiu thiu vào giấc ngủ chợt có một cây nho nhỏ lúc đó mới hớt ha hớt hải chạy đến, xin tên gì cũng được vì nó phải chăm sóc bà bị bệnh nên không thể đến sớm được. Ông Trời thấy lòng hiếu thảo của nó thật đáng cảm động nên không trách phạt nhưng nghĩ mãi, nghĩ mãi vẫn không ra được cái tên gì nữa, cho nên ông cứ ngập ngừng mãi:
- Tên của con là... thì là...thì là...
Nhành cây mới chỉ nghe đến vậy, mừng quá hét toáng lên:
- Ôi tôi có tên rồi! Tôi là Thì Là!
Nó vui quá vội vàng cảm ơn ông Trời rồi chạy nhanh về nhà khoe với bà và bạn bè cái tên mới được Trời ban cho mình. Từ đó, muôn loài gọi nó là cây thì là. Tuy rằng cái tên đó rất buồn cười, nhưng không một loài nào chế giễu, bởi vì lòng hiếu thảo của nó đã hơn tất cả các loại cây khác rồi.

## Hình ảnh

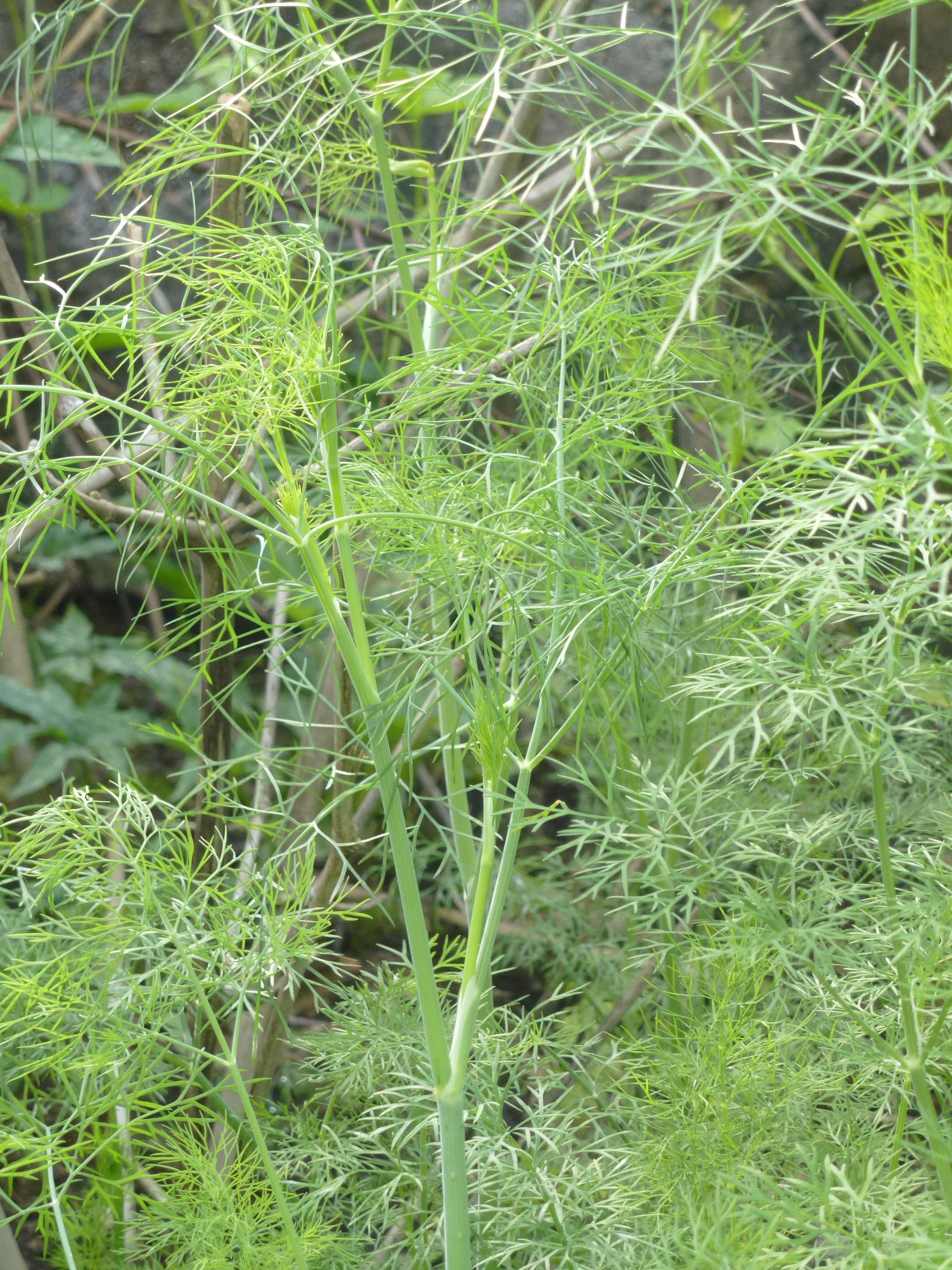
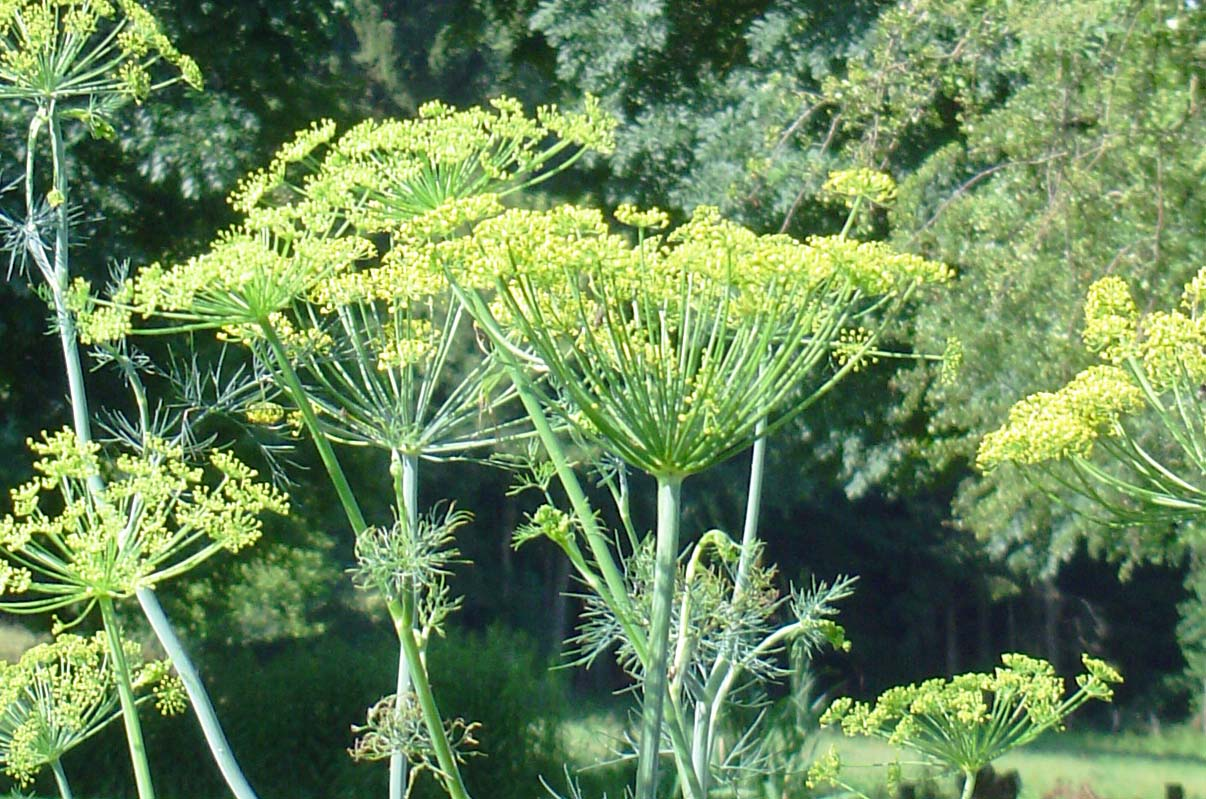
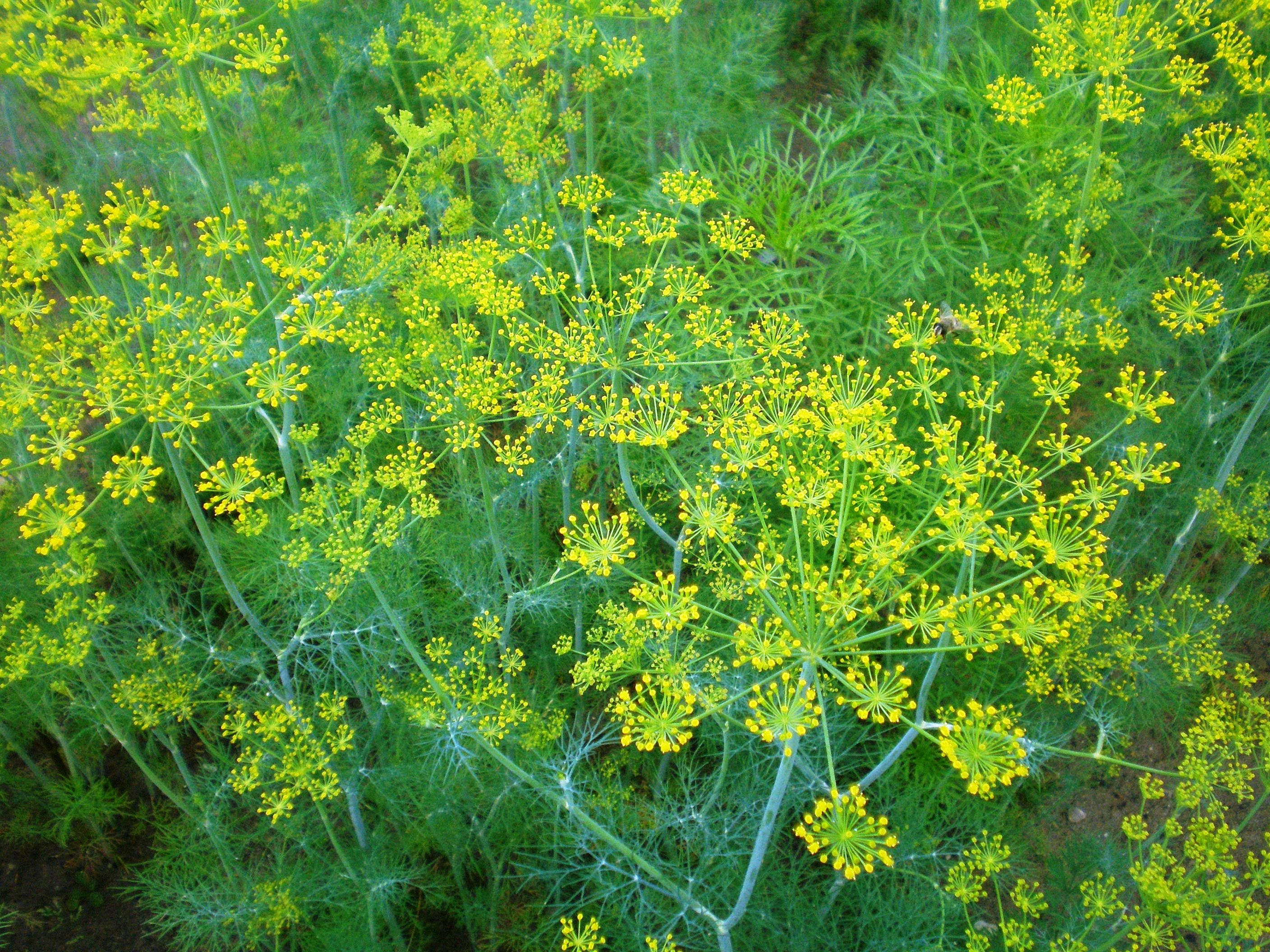
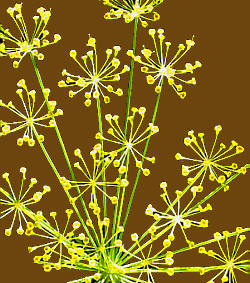
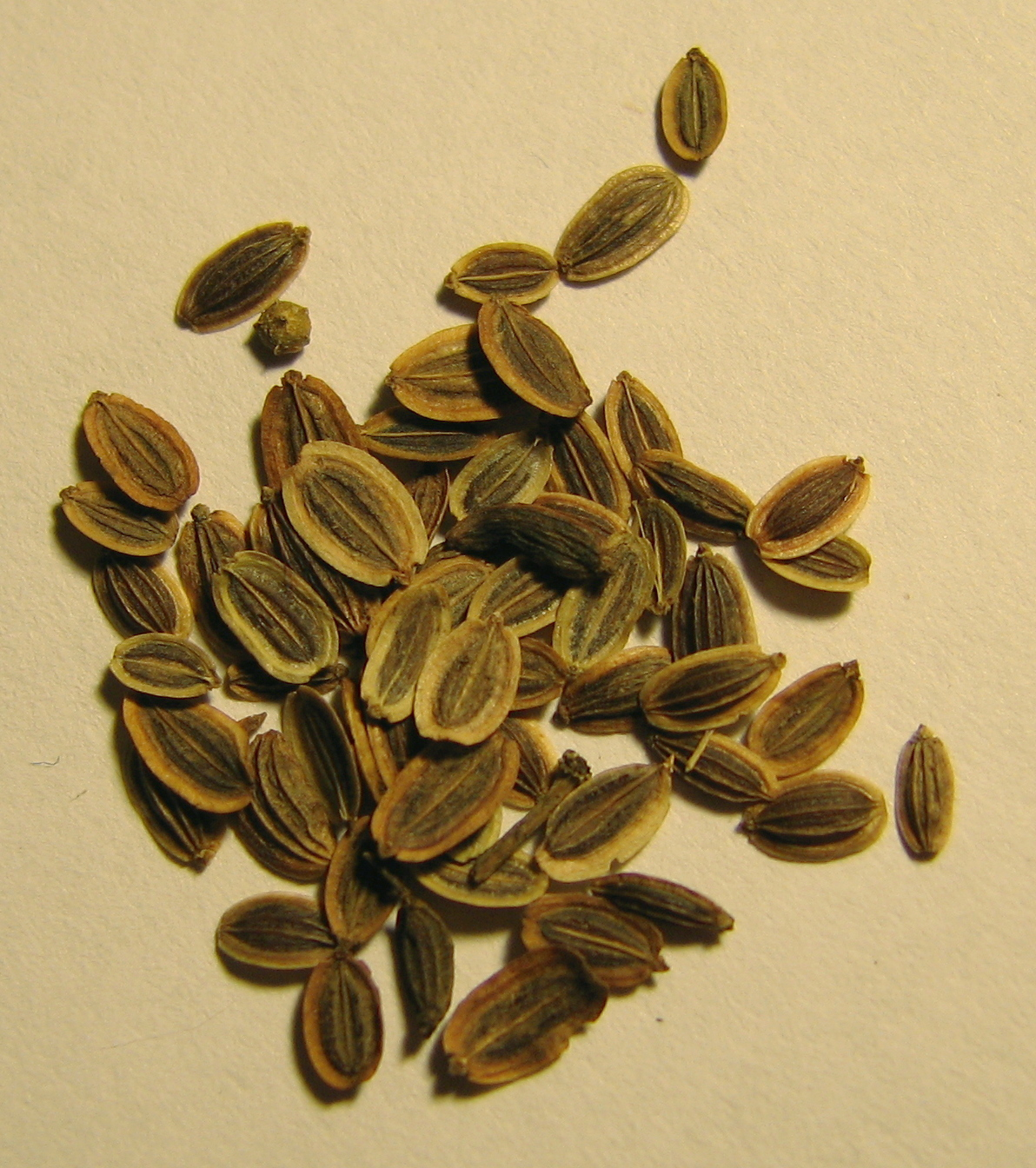